# Melegena pubipennis
Melegena pubipennis is een keversoort uit de familie Disteniidae. De wetenschappelijke naam van de soort is voor het eerst geldig gepubliceerd in 1869 door Pascoe.